# Ancienne piscine de Saint-Denis
L'ancienne piscine de Saint-Denis est une piscine implantée à Saint-Denis ouverte en 1933 et fermée en 1996.

## Histoire
Le besoin d'une piscine est identifié dès le XIXe siècle. Ainsi en 1897, l'ingénieur Edmond Philippe propose à la Ville l’installation d’un établissement de bains alimenté par l’eau du canal Saint-Denis, comprenant un bassin de natation de 40 mètres sur 9, des cabines ainsi que des cabinets de bain avec baignoires ou douches, des salles de vapeur et de sudation.
Le projet est relancé par la municipalité en 1928 sur le boulevard Félix-Faure, site où se trouvait déjà l'usine élévatoire des eaux qui alimentait les fontaines publiques. Réuni le 11 juillet 1928, le jury choisit le projet de Gaston Dollat, très inspiré par la  la piscine de la Butte-aux-Cailles construite à Paris par Louis Bonnier.
La piscine municipale est inaugurée le 1er octobre 1933 par le maire de Saint-Denis Jacques Doriot et le dirigeant communiste Marcel Cachin.
La piscine de Saint-Denis est alors le premier équipement de ce genre construit en banlieue nord-est de Paris. Elle est ornée d’une fresque de faïence réalisée par l’artiste Francesca, d’arcs à doublons, et de décorations de façade typiques de l’architecture des années 1930.
Son activité cesse en 1988, en raison des nouvelles normes sanitaires, ce qui conduit la Ville de Saint-Denis à lancer la construction, avenue Jean-Moulin, du centre nautique « La Baleine », qui est inauguré en juin 1996. Dans l'intervalle l'accès à la baignade est assuré par la piscine départementale de Marville.
La Ville annonce en 2017 sa transformation de l'ancienne piscine en pôle d'animation culturelle, mais le projet ne peut alors aboutir. Elle est parmi les projets que doit soutenir la Fondation du patrimoine par la loterie qu'elle organise en 2023 en vue d'une réhabilitation.